# 세토구치역
세토구치역(일본어: 瀬戸口駅, せとぐちえき)은 일본 아이치현 세토시에 있는 아이치 환상 철도선의 역이다. 역 번호는 20이다.
아침 저녁의 나고야역 직통 열차나 새벽 심야의 선내 열차에 임시 열차 등, 당역을 시,종착으로 열차가 비교적 많다.

## 역 구조
고가역으로 10량 편성에 대응한 섬식 승강장 1면 2선의 구조이다. 역의 남쪽에는 아이치 만국 박람회 수송에 대응하기 위해서 건설된 10량 대응 입환선이 있으므로 일부 열차가 입환선에 들어간다. 당역에서는 차량의 야간 체박도 한다.
또한, 아침 러시아워에 당역을 시발로 나고야 행 보통 열차(JR 주오선 직통)는 10량 편성으로 운행되고 있다. 그 때, JR차량이 사용된다.
건설 초기에는 2면 4선의 섬식 승강장이 설치될 수 있는 용지가 확보되었지만, 열차의 설정 수가 적은 대피의 필요성이 사라진 것에서 나머지 1면 2선 플랫폼은 집합 주택 건설 용지로 전용되었다.
종일 유인역이자 자동 개찰기나 배리어 프리 대응형의 자동 매표기가 도입되었다.

## 역 주변
역 주변은 주택지이다. 역전에는 로터리가 있어 아이치 현도 22호 세토 환상선과 이어진다.
- 세토 경찰서 세토구치 파출소
- 세토 시청 하타야마 지소
- 세토 시 매장 문화재 센터
- 신고 지역 교류 센터
- 세토 디지털 타워
- 세토 시 디지털 리서치 파크 센터
- 아이치 현립 세토니시 고등학교
- 피아고 히시노점
- 퍼니처 돔 세토점
- 성 카피타니오 여자 고등학교
- 세토 시 농업 회관
- 히시노 단지
- 필 세토점
- A스코프 하타야마점
- 오토 백스 세토점
- 세토 하타야마 우체국

## 역사
- 1988년 1월 31일: 영업 개시.
- 2005년
  - 9월: 역사의 도장 교체 완료.
  - 10월 1일: 나고야역에서 세토구치 역까지 직통 통근 열차 운행 개시.
- 2006년 12월 23일: 세토 시 커뮤니티 버스 정류장 설치.
- 2009년 1월 26일:자동 개찰기 설치.

## 인접역
| 아이치 환상 철도 ■ 아이치 환상 철도선 | 아이치 환상 철도 ■ 아이치 환상 철도선 | 아이치 환상 철도 ■ 아이치 환상 철도선 |
| ------------------------------------- | ------------------------------------- | ------------------------------------- |
| 19 야마구치 오카자키 방면             |                                       | 세토시 21 고조지 방면                 |